# Metcalf
Metcalf – wieś w Stanach Zjednoczonych, w stanie Illinois, w hrabstwie Edgar.